# 蔵王みはらしの丘

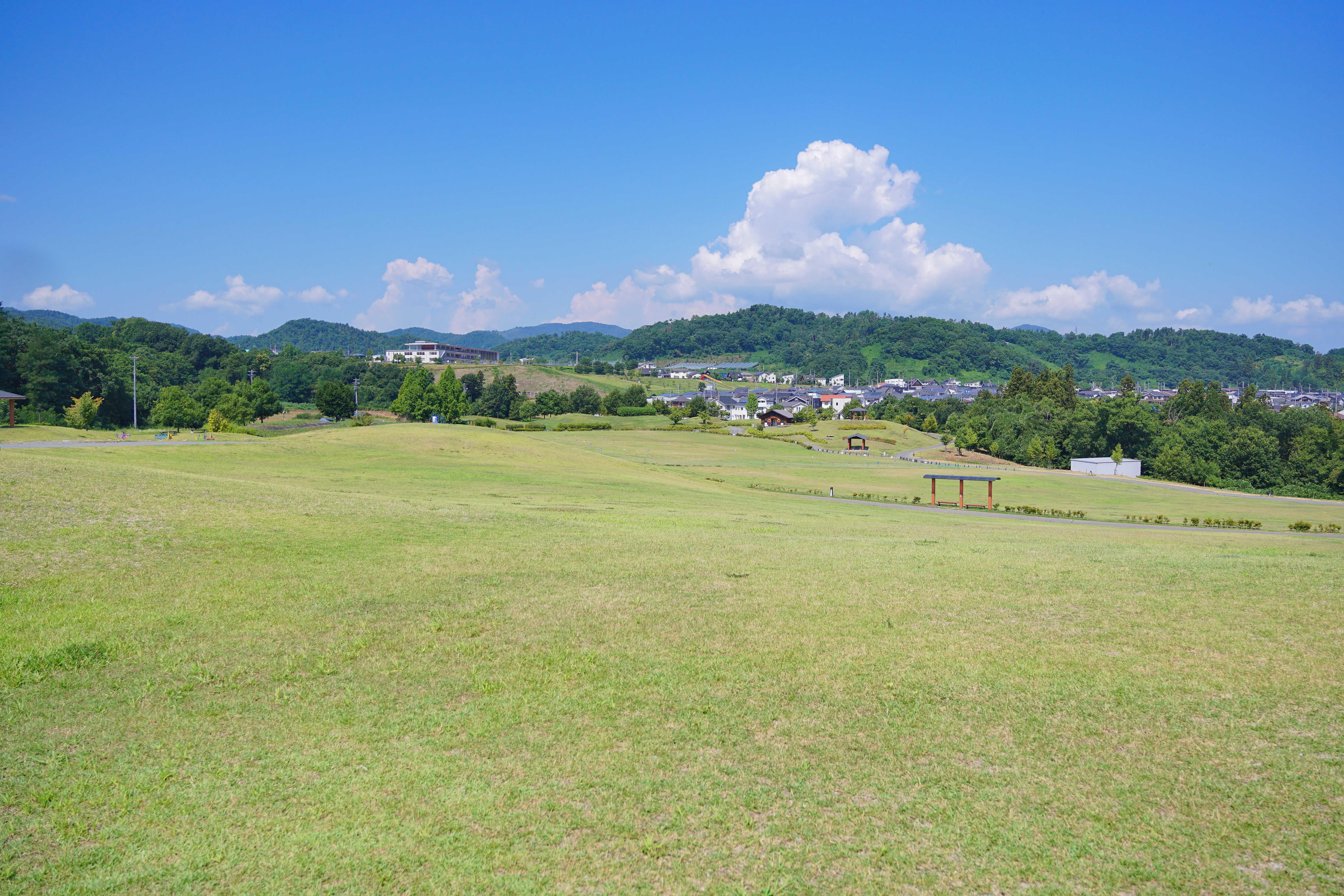
蔵王みはらしの丘

山形ニュータウン 蔵王みはらしの丘（やまがたニュータウン ざおうみはらしのおか）は、山形県山形市と上山市に跨るニュータウン。

## 概要
山形新都市開発整備事業である「山形ニュータウン蔵王みはらしの丘」は、1978年から翌年にかけ、国土庁（現：国土交通省）が提言した健康福祉タウン構想に沿って具体化が進められた。1997年3月、山形県知事、山形市長、上山市長から事業計画が提出。2000年には地域振興整備公団（現：都市再生機構（UR都市機構））が建設大臣に土地区画整理事業を申請。2001年5月に事業が認可、同年8月工事に着手し、2014年2月14日事業が完了した。
ニュータウンは山形市と上山市の合併を前提に、両市に跨るブドウ畑であった丘陵地を開発した。しかし、合併協議が破綻したため、結果的に両市に跨るニュータウンとなった。総面積は295ヘクタールで1700戸、計画人口は7千人を見込み、山形市、地域振興整備公団、県、国、上山市の順で事業費を負担。総事業費を約600億円と見込んでいた。
丘陵地に整備された街からは蔵王連峰や山形市内を一望することが可能で、21世紀社会に向けて、健康・福祉、文化・交流、自然、ゆとりをテーマとした暮らしの実現を目指すとした。

## 名称の由来
名称は2001年11月1日から同年12月20日の間に公募され、応募総数4891点の中から、山形ニュータウンの特徴である蔵王連峰や山形市街地が想起されること、山形の地域特性を「蔵王」という言葉で表現されていること、平仮名の表記から親しみやすさが感じられることの3点が勘案され、上山市在住の神来社良子氏の応募作品「蔵王みはらしの丘」に決定した。ちなみに優秀賞には「あらたまの丘」「あららぎの里ニュータウン」「蔵王あららぎ台」「見晴が丘」「みはるかタウン」の5点が選出された。

## 住宅エリア
2003年7月には、第1期分譲が開始され、抽選の平均倍率が3.6倍とまずまずのスタートを切った。しかし、山形市中心部への新築マンションの建設ラッシュや、経済状況などからその後販売は伸び悩んだ。これによって2006年4月にニュータウンに開校した山形市立みはらしの丘小学校は、最大で480名の児童の受け入れが可能であったが、当初予定のほぼ半分である74名の児童数でスタートした。

## 中核エリア
中核エリアは県と山形市が事業主体を担い、同市市街地に位置する山形大学小白川キャンパスを移転させることを軸に構想が練られた。だが、1987年7月、山大は移転断念を表明した。このほか、霞城公園内に所在する県立博物館の移転や日本赤十字病院の誘致する構想も浮上した。そうした中、山形勤労者総合福祉センター（山形テルサ）の建設が決定するも、整備主体となる雇用促進事業団の廃止が決定した。このため山形テルサは、建設先が山形駅西口の再開発区域と変更となった。
2001年春には山形市が東北福祉大学に用地約3ヘクタールを無償提供し、新キャンパスを誘致する方針を表明するが、福祉大がキャンパスを必要としない通信教育部を設置したい意向を示し、新キャンパス構想も白紙となった。結局、中核エリアには2007年4月、やすらぎの丘、ひらめきの園、もてなしの広場、なつかしの森からなるミュージアムパークが部分オープンし、2015年全面オープンした。

## 産業エリア
UR都市機構及び山形市、上山市が販売事業主体を担う産業用地も当初は売れ行き不振であった。このため上山市は市保有分企業向け用地1.2ヘクタールの無償譲渡を募集。2012年1月には山形市の旭陽電気、同3月には工作機械製造のミクロン精密が譲渡先と決定し、同社は2013年8月にR&Dセンターを新設したほか、2016年4月には工場を新設した。 2012年3月には山形市側区域としては初、産業用地としては最大規模となる売買契約として山形市に本社を置く半導体メーカーのアリオンテックが契約を結び、みはらしの丘に第三工場を新設した。
2013年4月にはコールセンターを手掛けるKDDIエボルバがURから敷地約3万平方メートルを借り受け山形コンタクトセンター（やまがたワークプレイス）を建設すると発表し、同センターは2014年6月に稼働を開始した。このほか、2015年8月20日には東北初進出としてコストコかみのやま倉庫店が開業している。
2016年9月には山形市に本社を置く精密機械・自動車部品製造の伊藤製作所が山形銀行や日本政策金融公庫の協調融資などによって本社と工場を移転する方針を発表した。

## 沿革
- 1992年（平成5年）- 年度予算採択される。
- 1996年（平成8年）- 山形市・上山市が地域振興整備公団に事業を要請。
- 1997年（平成9年）- 用地の取得を開始する。
- 1998年（平成10年）- 移転宅地の整備を開始する。
- 2000年（平成12年）- 地域振興整備公団が建設大臣へ土地区画整理事業の認可を申請。
- 2001年（平成13年）
  - 5月 - 土地区画整理事業の事業が認可。
  - 8月 - 工事が着手される。
- 2003年（平成15年）7月 - 第1期住宅地の分譲を開始。
- 2006年（平成18年）4月 - 山形市立みはらしの丘小学校が開校。
- 2007年（平成19年）
  - 4月 - ミュージアムパーク一部開園。
  - 12月 - 上山山形西天童線全線開通。
- 2008年（平成20年） バスの運行が開始。
- 2009年（平成21年）7月 - はらっぱ館オープン。
- 2012年（平成24年）
  - 1月 - 松原四ツ谷線全線開通。
  - 4月 - 特別養護老人ホーム「みはらしの丘」開園。
- 2014年（平成26年）2月14日 - 事業完了。
- 2015年（平成27年）8月20日 - コストコかみのやま倉庫店がオープン[15][16]。
- 2017年（平成29年）4月22日 - 山形新聞社による住宅展示場であるやましん住宅展示場「蔵王みはらしの丘 すくすくタウン」がみはらしの丘4丁目にオープン[17]。

## 所在地
- 山形市みはらしの丘（松原・黒沢）、上山市みはらしの丘（金瓶・久保手・北町）
- 山形駅から約8km（車で15分）、かみのやま温泉駅から約5km（車で10分）、蔵王駅から約3km、茂吉記念館前駅から約2km
- 山形駅西口から、山交バス「S86」系統『みはらしの丘』行路線バス（駅西口～みはらしの丘小学校前(終点)まで25～26分）。